# 朗德尔和圣乔治
朗德尔和圣乔治（法語：Landres-et-Saint-Georges，法語發音：[lɑ̃dʁ e sɛ̃ ʒɔʁʒ]）是法国大东部大区阿登省的一个市镇，属于武济耶区。

## 地理
朗德尔和圣乔治（49°21'12"N, 5°0'38"E）面积20.43 平方千米，位于法国大東部大區阿登省，该省份为法国北部内陆省份，西接埃纳省，南至马恩省，东临默兹省，北与比利时接壤。
与朗德尔和圣乔治接壤的市镇（或旧市镇、城区）包括：巴永维尔、尚皮尼厄勒、埃克塞尔蒙、伊梅库尔、圣朱万、索姆朗斯、邦特维尔、罗马涅苏蒙福孔。

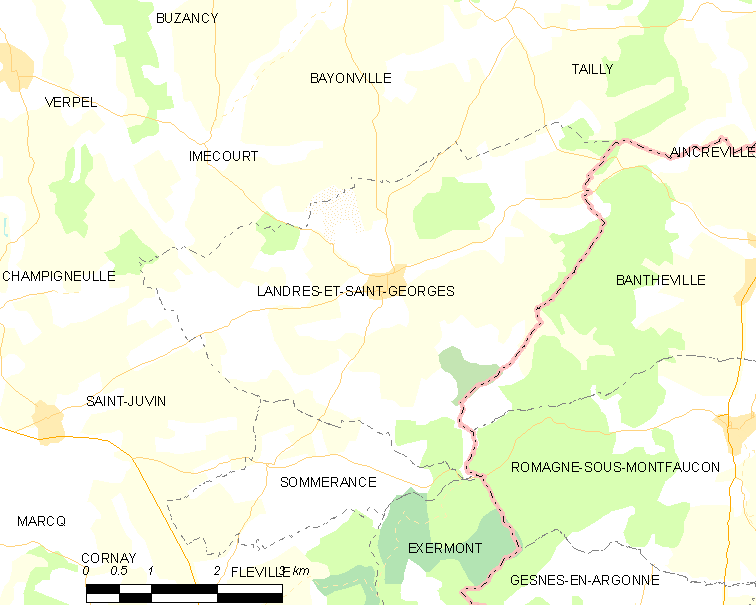
朗德尔和圣乔治的OSM定位图

朗德尔和圣乔治的时区为UTC+01:00、UTC+02:00（夏令时）。

## 行政
朗德尔和圣乔治的邮政编码为08240，INSEE市镇编码为08246。

## 政治
朗德尔和圣乔治所属的省级选区为武济耶县。

## 人口

1962-2008年间朗德尔和圣乔治人口变化图示

朗德尔和圣乔治于2022年1月1日时的人口数量为68人。